# Leia aculeolusa
Leia aculeolusa är en tvåvingeart som beskrevs av Wu 2002. Leia aculeolusa ingår i släktet Leia och familjen svampmyggor.
Artens utbredningsområde är Zhejiang (Kina). Inga underarter finns listade i Catalogue of Life.